# Joliet (Illinois)
Joliet város az USA Illinois államában. Lakosainak száma 150 362 fő (2020. április 1.).

## Közlekedés

### Vasút
A települést az Amtrak személyszállító vasúttársaság Lincoln Service nevű járata érinti.

## Népesség
A település népességének változása:
| Lakosok száma | 152 812 | 147 433 | 150 362 |
|               | 2008    | 2010    | 2020    |